# Piper paraguassuanum
Piper paraguassuanum är en pepparväxtart som beskrevs av C. Dc.. Piper paraguassuanum ingår i släktet Piper och familjen pepparväxter. Inga underarter finns listade i Catalogue of Life.